# Ettore Fieramosca (pirofregata)
L’Ettore Fieramosca è stata una pirofregata (successivamente pirocorvetta) della Real Marina del Regno delle Due Sicilie, successivamente acquisita dalla Regia Marina.

## Storia
Costruita tra il 1849 ed il 1851 nei cantieri di Castellammare di Stabia per conto della Real Marina del Regno delle Due Sicilie, l'unità era in origine armata con dieci pezzi d'artiglieria, tutti a canna liscia: un cannone da 117 libbre, uno da 60 libbre, 4 obici Paixahans da 30 libbre ed altrettanti cannoni da sbarco in bronzo da 12 libbre. La macchina a vapore, una motrice alternativa a bassa pressione della potenza di 300 CV, prodotta nelle Officine di Pietrarsa, rendeva il Fieramosca la prima nave munita macchina a vapore costruita interamente in Italia.
Nel giugno del 1857 la nave venne inviata, insieme alla pirofregata Tancredi, alla ricerca del piroscafo Cagliari, salpato da Genova con la spedizione di Carlo Pisacane: intercettato e catturato il piroscafo, a sbarco già avvenuto, a dodici miglia al largo di Capri, la Fieramosca sbarcò un reparto militare a Salerno, poi rimorchiò il Cagliari dapprima a Sapri e quindi a Napoli. 
Ad inizio del 1860 la pirofregata, al comando del capitano di fregata barone Enrico di Brocchetti, imbarcò alcuni prigionieri politici (tra di essi Luigi Settembrini, Carlo Poerio e Silvio Spaventa) provenienti dai carceri di Nisida, Procida e Santo Stefano e rimorchiò a Santo Stefano, quindi ad Algeciras e poi a Cadice, la pirocorvetta Stromboli, che aveva a bordo sessantasei condannati politici ai quali era stata commutata la pena dell'ergastolo con quella dell'esilio. I prigionieri, trasbordati a Cadice il 18 febbraio sulla nave statunitense David Stewart per essere condotti a New York, riuscirono poi, pagando il comandante americano, a farsi sbarcare in Irlanda.
Nella primavera-estate 1860 la nave venne coinvolta nelle vicende dell'impresa dei Mille. Lo stesso giorno dello sbarco a Marsala, infatti, la pirofregata faceva parte di una squadra (comprensiva anche delle pirofregate a ruote Fulminante, Guiscardo e Tancredi) che intercettò i piroscafi Piemonte e Lombardo diretti a Marsala, che tuttavia lasciò proseguire dopo che il comandante della formazione borbonica, Vincenzo Salazar, ebbe trattato con il comandante dei due trasporti.
Il 12 maggio, all'indomani dello sbarco, la nave, insieme alla pirofegata Veloce ed ai piroscafi Miseno, Maria Teresa e Vesuvio, venne inviata da Napoli in Sicilia, per trasportarvi 16 compagnie della brigata Buonanno, e mezza batteria di obici da 12. La Fieramosca, comandata dal capitano di vascello Giovanni Vacca e poi dal pari grado Carlo Longo, fece inoltre parte della squadra napoletana che con il Brigadiere Luigi Chrétien e poi con il pari grado Vincenzo Salazar sì trovò a Palermo quando questa fu occupata dai garibaldini, e a Milazzo dopo la sconfitta dei borbonici. 
Il 6 agosto la nave, al comando di Vincenzo Guillamat, avvistò circa duecento imbarcazioni che Garibaldi stava preparando per attraversare lo stretto di Messina, ma il comandante decise di non far finta di niente: ciò provocò l'ammutinamento dell'equipaggio, che arrestò il comandante ed alcuni ufficiali e li rinchiuse nella stiva, per poi condurli a Napoli dove vennero incarcerati come insubordinati. Il 18 agosto, invece, la Fieramosca, in crociera nello stretto di Messina insieme alle pirofregate Fulminante ed Aquila, non ostacolò il passaggio dello stretto da parte dei piroscafi Torino e Franklin, carichi di garibaldini che poterono così sbarcare in Calabria a Melito di Porto Salvo. 
Sempre in agosto l'unità incrociò tra il Golfo di Napoli e quello di Salerno altre tre navi, le pirofregate Guiscardo, Ruggiero e Sannita, insieme alle quali, il 5 settembre 1860, il comandante, capitano di fregata Carlo Longo, si rifiutò di seguire il re Francesco II a Gaeta. Rientrata a Napoli il giorno successivo, venne aggregata alla squadra sarda, ormai virtualmente italiana.
Al comando del capitano di fregata Federico Martino, insieme alle pirofregate Carlo Alberto, Governolo e Tancredi ed alla cannoniera Veloce, la Fieramosca si recò nelle acque di Gaeta, per informare i capi delle forze navali estere là ancorate su un eventuale attacco di quella piazzaforte da parte dei sardi, ma dovette fermarsi alle foci del Volturno per l'opposizione del viceammiraglio francese Barbier de Tinan, avendo poi il compito di scandagliare la foce del Garigliano.
Il 24 gennaio 1861 la nave lasciò Napoli al comando di Martini e si mise alla fonda nella rada di Gaeta, partecipando quindi alle operazioni di blocco ed assedio della piazzaforte, dove si era rifugiata la famiglia reale borbonica. La Fieramosca rimase a Gaeta sino alla resa della piazza, avvenuta il 13 febbraio a seguito di oltre tre settimane di incessanti bombardamenti da parte della flotta: in seguito a tali fatti vennero decorati con Medaglia d'argento al valor militare il comandante Martino ed altri quattro membri dell'equipaggio della nave. Dopo la resa la Fieramosca rimorchiò da Gaeta a Napoli la fregata borbonica Partenope, catturata nel porto dove si trovava gravemente danneggiata in seguito ai bombardamenti.
La nave partecipò anche alle operazioni di blocco ed assedio di un'altra delle ultime piazzeforti borboniche, quella di Messina, che si arrese nel marzo 1861.
Il 17 marzo 1861, con la nascita della Regia Marina, la nave entrò a far parte della nuova forza armata. Riparata a Tolone dei danni subiti durante l'assedio di Gaeta, la nave venne sottoposta a Napoli (1861) a lavori di sostituzione dell'armamento, che divenne composto da sei pezzi da 160 libbre (quattro a canna liscia e due a canna rigata) e due da 8 libbre su affusto da sbarco. La nave venne poi declassata (1863) a pirocorvetta di II rango a ruote. 
Nel 1862 il comando della nave, trasferita a La Spezia, venne assunto dal capitano di fregata Emilio Faà di Bruno. L'anno successivo la nave venne assegnata alla Squadra del Levante, agli ordini del contrammiraglio Giovanni Vacca. Assunse poi il comando della nave il capitano di fregata Francesco Baldisserotto.
All'inizio della terza guerra d'indipendenza la Fieramosca aveva base ad Ancona, unitamente alle pirocorvette corazzate Formidabile e Terribile ed alla cannoniera Confienza. Aggregata all'armata d'operazioni, il 18 luglio 1866 la pirocorvetta fu coinvolta nelle operazioni di attacco all'isola di Lissa, ed al tramonto di quel giorno venne mandata ad Ancona, su ordine dell'ammiraglio Carlo Pellion di Persano, per chiedere l'invio di rinforzi per poter attaccare l'isola. Trovandosi ancora ad Ancona, la Fieramosca non partecipò alla drammatica battaglia di Lissa, svoltasi il 20 luglio.
Nel 1867 la Fieramosca, al comando del capitano di fregata Bertelli, venne inviata in Mar Rosso per individuare un punto d'approdo adatto alla fondazione di un porto che sarebbe stato punto di partenza per la fondazione di una colonia, ma il comandante Bertelli riferì che tutta la costa africana a sud di Suez era arida e sterile, ritenendo quindi inutile una sua occupazione.
Il 1º agosto 1870 la pirofregata trasportò al carcere di Gaeta Giuseppe Mazzini, arrestato sul piroscafo postale da Napoli a Palermo, sul quale si era imbarcato sotto il falso nome di Harry Zammith.
Il 1º giugno 1874 la nave, al comando del capitano di fregata Giuseppe Ruggiero, prese il mare diretta in America meridionale, dove arrivò dopo una traversata dell'Atlantico. Nel corso del suo soggiorno a Montevideo la nave non destò però pareri molto favorevoli, dato che, messa a confronto con le navi stazionarie di altre Marine od anche con quelle argentine, appariva estremamente antiquata. Dopo tre anni trascorsi come stazionaria in acque sudamericane, la Fieramosca fece ritorno in Italia, e nell'ottobre 1877 venne disarmata a Napoli.
Sottoposta a grandi lavori di rimodernamento, la pirofregata imbarcò un armamento di due cannoni a canna rigata da 160 mm, due da 120 mm, uno da 75 mm ed uno da sbarco a canna liscia da 80 mm. Venne inoltre effettuata la sostituzione delle caldaie, che vennero rimpiazzate con altre, di costruzione molto più recente, prelevate dalla pirocorvetta Vettor Pisani.
Nel 1880 la Fieramosca venne inviata ad Assab, possedimento della società Rubattino in Eritrea, e per alcuni mesi navigò lungo le coste eritree compiendo rilevazioni idrografiche, poi, il 9 gennaio 1881, il comandante Galeazzo Frigerio fece alzare la bandiera italiana su Assab e dichiarò il territorio di Rheita protettorato italiano, formando così il primo nucleo della futura Colonia eritrea. Nel corso dello stesso anno la nave venne anche impiegata per rilevazioni idrografiche nel Mar Rosso.
Pochi mesi dopo, l'11 aprile 1881, dalla pirofregata vennero sbarcati il sottotenente di vascello Giuseppe Biglieri e dieci marinai (Nunzio Giardini, Vincenzo Riccio, Francesco Todaro, Giacomo Muro, Nicola Buono, Stefano Foti, Bartolomeo Stagnaro, Ignazio Catanzaro, Giuseppe Zuccone e Giuseppe Garazzino) per fornire scorta alla spedizione in Dancalia dell'esploratore Giuseppe Maria Giulietti. L'esploratore – la cui spedizione comprendeva, oltre agli undici uomini della Fieramosca, anche il compaesano di Giulietti Giuseppe Pisani, il carpentiere Emanuele Risso, l'interprete sudanese Francesco Maria Said e due civili sudafricani – aveva il compito, su richiesta della Società Geografica Italiana, di persuadere il sultano dancalo Mohamed Hanfari a consentire l'apertura di una via di comunicazione tra l'Eritrea ed il Tigrè (per collegare Assab all'interno), ma la spedizione finì in tragedia: causa dissapori sorti tra Giulietti ed Hanfari causa, pare, la poca diplomazia del primo, nella notte del 25 maggio 1881 la spedizione cadde in un'imboscata nei pressi di Beilul. Vennero massacrati Giulietti, Pisani, Biglieri con tutti gli uomini del Fieramosca ed i due civili sudafricani, mentre riuscirono a fuggire il carpentiere Risso e l'interprete Said, che però, raggiunti qualche giorno più tardi, vennero a loro volta uccisi. Le ossa furono ritrovate solo nel 1929.
Sul finire del 1881 i marinai della pirofregata procedettero all'occupazione dell'area a meridione di Assab e, verso nord, di Beilul. In settembre 1881 la nave contribuì a contrastare il commercio degli schiavi ad Assab e successivamente l'equipaggio arrestò arrestare sei capi dancali sospetti di essere autori dell'eccidio della spedizione Giulietti. L'equipaggio venne poi rimpiazzato con un nuovo e rimpatriato con l'avviso Rapido, mentre ad assumere il comando della Fieramosca era il capitano di fregata Giovanni Cramagna. 
La nave venne poi impiegata ancora in molteplici compiti in Mar Rosso e sulle coste arabe, al comando, da luglio 1882, del capitano di fregata Filippo Cobianchi.
Con lo scafo ormai usurato dai decenni di navigazione in Mediterraneo, Atlantico e Mar Rosso, la Fieramosca fece ritorno a Napoli il 3 giugno 1883 e venne disarmata e radiata. La vecchia nave, anche dopo la radiazione, venne lungamente utilizzata come nave scuola mozzi e specialisti nell'Arsenale di Napoli e successivamente a La Spezia, dov'era usata ancora nel 1895.